# Die Zeit
Die Zeit (буквально «Час») — німецька щотижнева газета. Вперше вийшла 21 лютого 1946 року. Належить компанії Zeit-Verlag Gerd Bucerius GmbH & Co. KG, що з 1996 року входить до видавничої групи Georg von Holtzbrinck. 
Газета виходить у Гамбурзі, але має редакційні бюро в Бадені (Швейцарія), Берліні, Брюсселі, Дрездені, Франкфурті-на-Майні, Москві, Нью-Йорку, Парижі, Стамбулі, Вашингтоні та Відні. Кореспонденти газети також працюють у Нью-Делі, Пекіні, Тель-Авіві, Лондоні та Римі.
Головний редактор з 2004 року Джованні ді Лоренцо, разом із заступниками Моріцом Mller-wirth, Берндом Ульріхом та Сабоною Рекерт.

## Історія та профіль

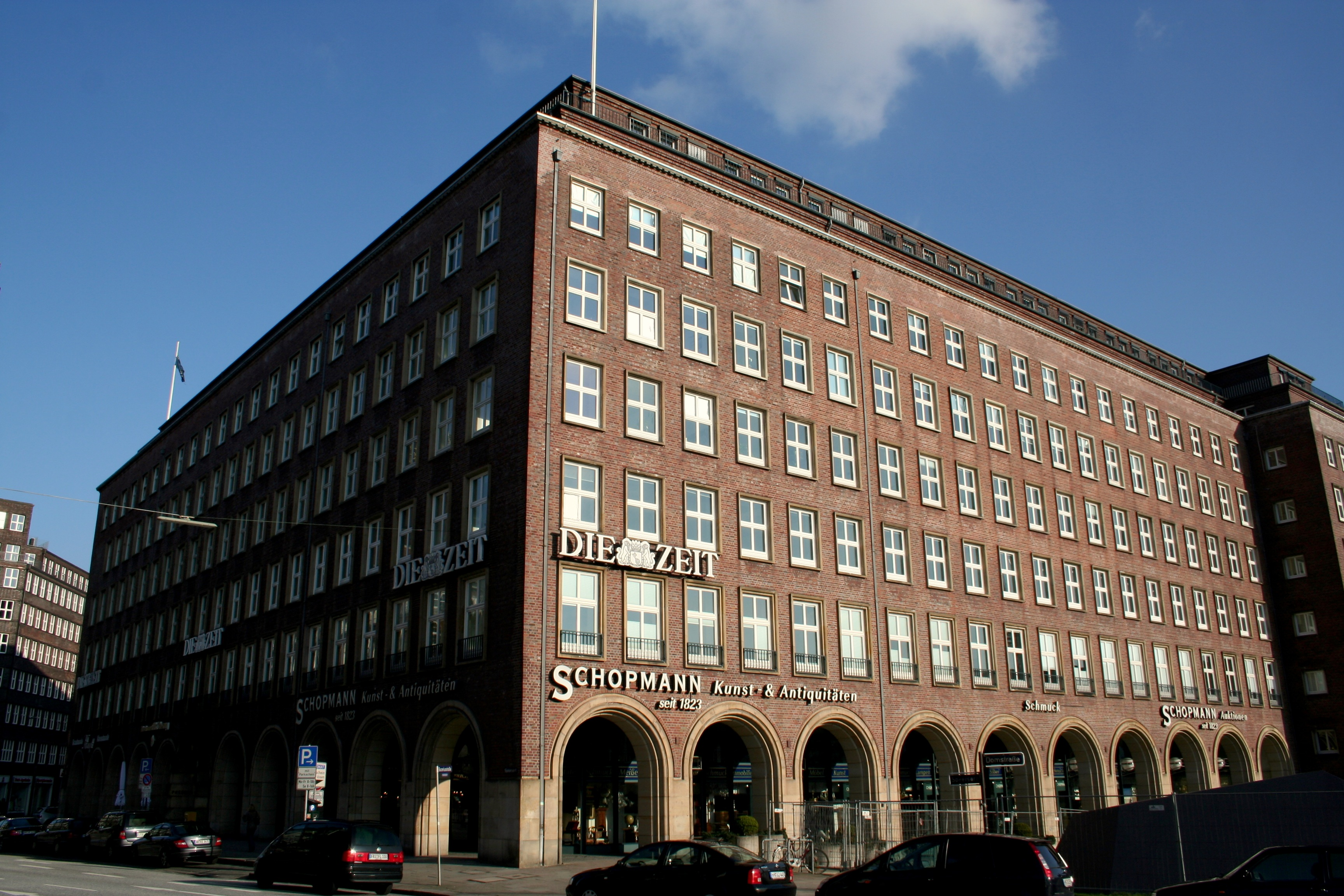
Будинок преси в Гамбургу

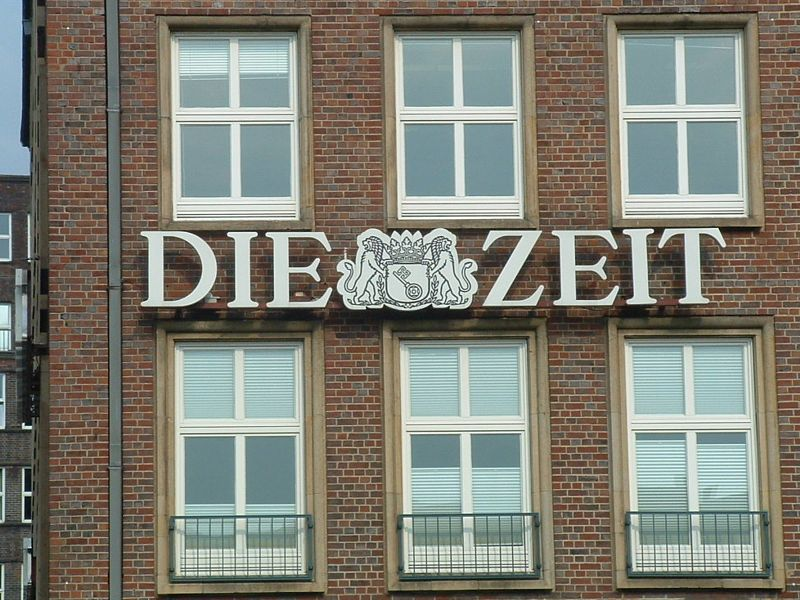
Логотип газети на Будинку преси в Гамбургу

Перше видання «Die Zeit» було надруковано у Гамбурзі 21 лютого 1946 рокупублікувалося у розмірі 25 000 копій в журналі, так званої, ліцензії преси. Газета була опублікована під ліцензією № 6 військового уряду англійців. Вона включала в себе вісім сторінок і коштувала 40 центів. Згідно з Allensbacher- аналізу (медіа аналізу) рекламодавця, вона досягла у  2009 році, приблизно 203 2000 читачів.
 Видавцями-засновниками виступили Герд Буцеріус (нім. Gerd Bucerius), Ловіс Х.Лоренц, Ріхард Тюнгель та Евальд Шмідт ді Зімоні. Вихід газети був запланований на останньому етапі Другої Світової війни. У перші роки цього періоду, особливо починаючи з 1949 року, були яскраво  вираженні суперечки між Бучеріусом та іншими видавцями. Також протягом цього часу журнал «Stern» , який з 1951 року належав Бучеріусу, зазнав значних збитків. Спочатку, редактор газети Ernst Samhaber був замінений ще у перший рік існування газети. Його місце зайняв співредактор  Richard Tüngel, який вже згодом направив газету в консервативному напрямку.
Ще одним важливим засновником стала графиня Маріон Денгофф, яка приєдналася до газети як редактор пізніше у 1946 році. Вона стала видавцем «Die Zeit» з 1972 року і перебувала на цій посаді до смерті 2002 року, в тому числі з 1983 року разом з колишнім німецьким канцлером Гельмутом Шмідтом, до якого пізніше приєднались Йозеф Йоффе та колишній німецький федеральний секретар з культури Міхаель Науманн. Видавничий дім «Zeitverlag Gerd Bucerius» розташований у Гамбурзі, й перебуває у власності двох холдингів — «Georg von Holtzbrinck Publishing Group» та «Dieter von Holtzbrinck Media». Газета виходить щотижнево по четвергах.
1955 рік — криза редакції «Die Zeit»: Tüngel опублікував текст конституційного адвоката Карла Шмітта, якого часто називали «Юристом Третього рейху», щодо протесту проти звільнення Маріон Денгофф. Незабаром після цього Tüngel намагався звільнити начальника виробництва Josef Müller-Marein, через той випадок, коли він розкритикував у своїй статті американського політика Joseph McCarthy, який займався переслідуванням комуністів. Після цих інцидентів Tüngel був звільнений, це сприяло поверненню Dönhoff в управляння «Die Zeit».
Між іншим, у «Die Zeit» пишуть такі особистості : Uwe Nettelbeck, Ben Witter та Walter Jens під псевдонімом Pseudonym Momos.
З 1985 по 1996 рік Hilde Lang був видавцем «Die Zeit», а з 1985 по 1999 став головним виконавчим директором газети.
1 грудня 2010 року «Die Zeit» уперше випустила додаток з титулом «Християнин і світ». Цей додаток є продовженням тижневика «Rheinischer Merkur», що з тих пір більше не з'являється як самостійне видання.
У травні 2012 року медаль «Асоціації баварських видавців газет Якоба Фуггера», що вважається однією з найпрестижніших німецьких нагород, вперше була присуджена не особистості, а команді редакторів, видавців, керуючих директорів, головних редакторів і персоналу «Die Zeit».
Головний редактор з 2004 року Джованні ді Лоренцо із заступниками - Moritz Müller-Wirth, Bernd Ulrich та Sabine Rückert.
Видання вважається газетою для інтелектуальної еліти. Політичний напрямок — центристська та соціал-ліберальна, але декілька разів коливалася довкола центризму незначно вліво чи вправо. Газета видає матеріали на політичні та економічні, культурні та наукові, технічні і медичні, громадські та освітні теми, а також про подорожі, стилі життя і дискусії. «Die Zeit» часто публікує досьє, есе, статті третіх осіб та витримки з лекцій  різних авторів з метою підкреслити власну точку зору з якогось аспекту чи темі у одному чи декількох послідовних випусках. Газета також відома своєю широкоформатністю (нордичний формат) та довгими деталізованими статтями.
Попередні редактори:
- 1946: Ernst Samhaber
- 1946–1955: Richard Tüngel
- 1957–1968: Josef Müller-Marein
- 1968–1972: Marion Gräfin Dönhoff
- 1973–1992: Theo Sommer
- 1992–1997: Robert Leicht
- 1997–2001: Roger de Weck
- 2001–2004: Josef Joffe und Michael Naumann

## Наклад
Тираж першого випуску газети «Die Zeit» склав 25000 примірників. У 1993 році наклад «Die Zeit» становив 500 000 копій. У другій половині 2012 року наклад становив 504 072  копій, а оціночна кількість читачів — трохи більше 2 мільйонів, що зробило її найбільш поширеним німецьким щотижневиком. У першому кварталі 2013 року наклад склав 520 тис. копій., у другому кварталі 2015 — 503 тис. копій
Наклади «Die Zeit» друкуються в друкарнях «Frankfurter Societäts-Druckerei» в Мерфельден-Валльдорф, «Axel Springer AG» в Кеттвігу (Ессен) та «Axel Springer Verlag». Розподілом займається видавничий дім «Gruner + Jahr» в Гамбурзі.

## Логотип

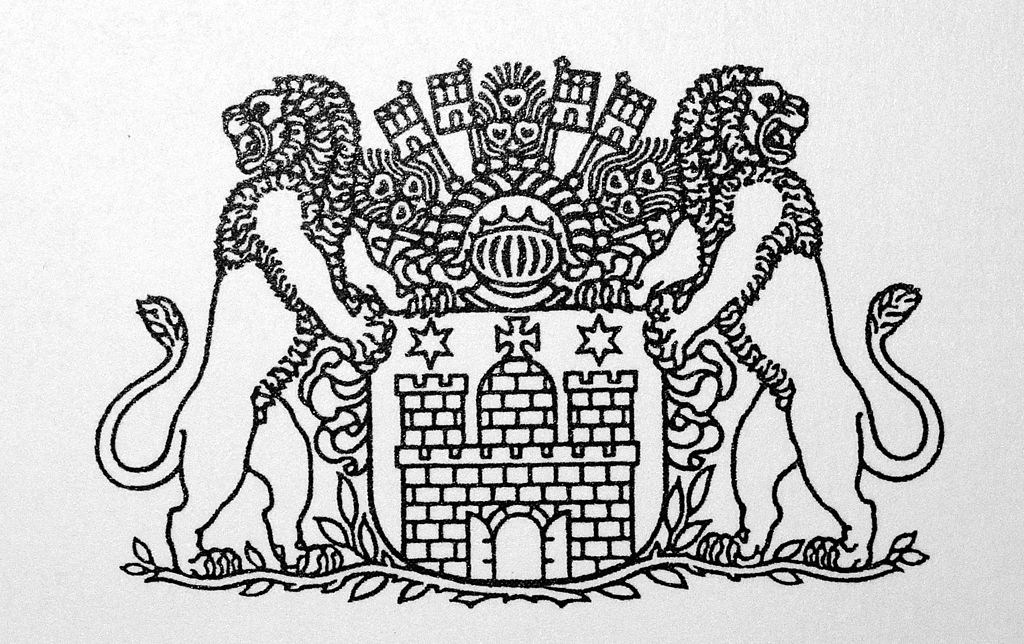
Перша емблема "Die Zeit",Czeschkas. Використовувався з 1-го по 18-й випуски.

Логотип газети, що видається в Гамбургу, включає слова Die Zeit та герб міста Бремен, але це є історичною випадковістю: коли газета була заснована в хаотичній повоєнній Німеччині, поділеній між союзниками, влада міста Гамбург відмовилась надати приватній газеті право на використання герба міста в останній момент; тому місце, вже зарезервоване для герба, було заповнено гербом розташованого неподалік Бремена, оскільки мер Бремена був другом одного з засновників.
Елегантний підпис «з душею» в заголовку щотижневої газети «Die Zeit» призначений в 1946 році, уродженцем Відня Carl Otto Czeschka в стилі модерн. 
З першого випуску (21 лютого 1946) до вісімнадцятого випуску (20 червня 1946) використовується версія герба, розробленного Czeschka, а саме — Hamburg- Wappen герб, на якому зображені леви між двома словами назви газети «Die» та «Zeit». Цей герб, на відміну від офіційного, мав декілька особливостей: по-перше, двері фортеці,на яку опираються леви, не закриті; по-друге, павине пір'я, на емблемі, було прикрашене маленькими сердечками. Використання такого логотипу було осуджено, як «зловживання емблемою» і згодом не затверджено. Так з 19 видання (27 червня 1946) з дозволу мера Бремену Вільгема Кайзена логотип був перероблений. Відтепер між левами знаходиться ключ від Бремену, а зверху виблискує  золота корона, що має 5 гребнів. Й до сьогодні цей герб використовується як логотип всієї групи публікації газети.

## Тематичні редакції та вкладки

### Установи та додатки
Редакційна команда з більш ніж 100 постійними працівниками розділена на одинадцять підрозділів (зі своїми керівниками):
- Політика: Bernd Ulrich
- Досьє: Wolfgang Uchatius
- Історія: Benedikt Erenz
- Економіка: Uwe Jean Heuser
- Знання: Andreas Sentker
- Фейлетон: Iris Radisch und Adam Soboczynski
- Подорожі: Dorothée Stöbener
- Віра і сумнів: Evelyn Finger
- Можливості: Thomas Kerstan
- Час читача: Wolfgang Lechner
- Часовий склад: Christoph Amend

Глибокі аналітичні матеріали, ґрунтовно підібрані факти роблять «Die Zeit» одним з найбільш важливих і актуальних джерел інформації. «Die Zeit»  визначає теми, зіставляє позиції, обговорює перспективи і оцінює думки. Цей тижневик формує громадську думку.
«Die Zeit» є одним з найбільш достовірних і критичних друкованих видань Німеччини. Будучи лідером групи тижневиків федерального рівня, «Die Zeit» може служити цінним історичним джерелом з дослідження періодичної преси та суспільно-групових інтересів читачів, а також подій політичного та суспільного життя Німеччини та інших країн.          
З 1978 по 1980 роки «Die Zeit»  публікувала в кожному випуску рецензії на книги, що стали класикою літератури. Таким чином з'явився список ста творів, відомий під назвою «ZEIT-Bibliothek der 100 Bücher». 
На обговоренні щодо повернення  до традиційної німецької орфографії(правопису), який очолював «Шпіґель», «Süddeutsche Zeitung» та «Bild», «Die Zeit» участі не взяли. З 1999 вони використовують свій власний, відмінний від традиційних, стиль.
Особливістю редакції є статті на першій сторінці, які традиційно довші і написані значно докладніше, ніж у інших газетах.
Нордичний формат, також є відмінною рисою «Die Zeit». Статті пишуться в основному на сатиричні теми. За словами письменника Hanns Dieter Hüsch : «die Zeit» з таких , що «як вдарять, то треба буде йти до стоматолога». Проте розмір не більший, ніж в дюжині інших німецьких газет.

#### Підтримка розвитку
«Die Zeit» на відміну від більшості інших німецьких газет в останні роки підтримують. Платний тираж збільшився на 9,6 відсотків у порівнянні з 1998. Частка платних підписок  становить близько 70 відсотків.
Розвиток платної циркуляції

##### Розвиток
Головним редактором «Die Zeit» до кінця лютого 2008 року, був Gero von Randow. 1 березня 2008 року журналіст Wolfgang Blau став його наступником. Але у квітні 2013 він перейшов до британської газети «The Guardian». 15 березня 2013 його змінив Jochen Wegner, який у 2006-2010 роках був головним редактором «FOCUS Online».
З вересня 2006 року «Die Zeit» співпрацюють з «Berliner Tagesspiegel». Що також є частиною видавничої групи Holtzbrinck. В рамках співпраці, як онлайн, так і в іншій формі, пропонується обмін текстами. Аналогічні угоди існують з Handelsblatt і ІТ-порталом Golem.de.
З червня 2008 року налагоджено співпрацю з ZDF. 

## Регіональні видання

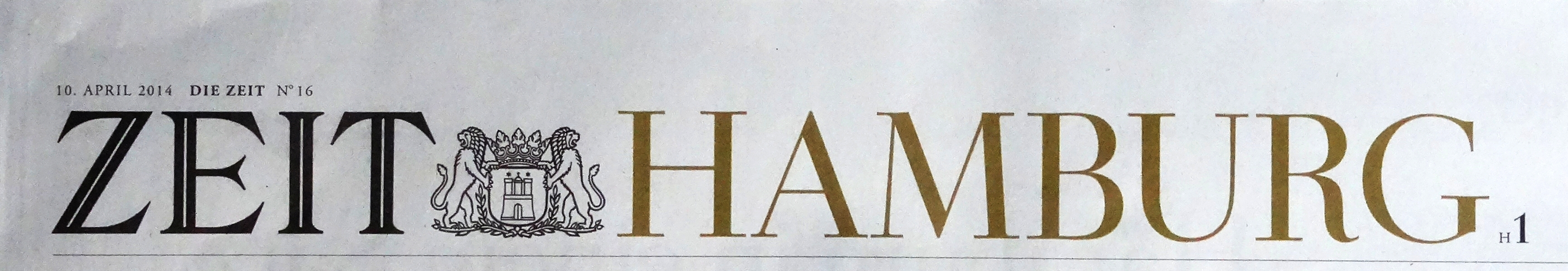
Титул гамбурзького видання Die Zeit з 03 квітня 2014 року — малий герб Гамбурга під бременською короною

З 2005 року виходить австрійське видання газети і за цей період його наклад зріс приблизно на третину до 15 тис.примірників.Корреспондент і глава «Die Zeit» в Австрії - Joachim Riedl. В австрійському виданні перші сторінки стосуються конкретної країни. З травня 2010 року Die Zeit має в австрійському виданні три додаткові регіональні сторінки замість двох.  З 4 грудня 2008 року, додатковий випуск на двох сторінках виходить також для читачів  Швейцарії. З 12 травня 2010 року кількість сторінок зросла до трьох. У відділі «Die Zeit» Швейцарії, головний —  Matthias Daum..З листопада 2009 у землі Саксонія, газета видається з двома додатковими регіональними сторінками «Zeit für Sachsen», які створюються у місцевому кореспондентському бюро у Дрездені,
А з квітня 2014 року видається регіональна вкладка для Гамбургу «Zeit Hamburg», яка з дозволу мера Гамбурга Олафа Шольца у логотипі має суміш з гербів Бремена та Гамбурга. У редакційній статті до першого видання Giovanni di Lorenzo написав:
«Zeit» з її перших днів жив з обманом у заголовку. Оскільки колишня еліта «Die Zeit» — видавець Gerd Bucerius, заперечував використання герба Гамбурга, проте емблему Бремена можна було побачити протягом майже 70 років. Але частина жителів Гамбурга хотіли би бачити саме герб їхнього міста. Олаф Шольц зробив це можливим. На що вже й не сподівались! "
Зі схваленням мера Гамбурга, Олафа Шольца, емблема додатку газети в Гамбурзі розглядається в змішаній формі герба Бремену з невеликою копією Державного герба Гамбурга. На відміну від Великого Державного герба, повинен бути зображений малий Державний Герб, але й навіть без ліцензії, в будь-якому випадку цей символ буде використано.

## Zeit Online
Як і багато інших сучасних видань, газета має власну онлайн-редакцію «Zeit Online», керівником якої є Вольфганг Бауер. «Zeit Online» підтримала в 2008 році кампанію Netz gegen Nazis («Мережа проти нацистів»), в якій серед інших взяли участь Німецький футбольний союз і Олімпійська спортивна конфедерація Німеччини.
Зараз до онлайн команди входить близько 70 редакторів, дизайнерів і техніків. З 2009 року велика частина редколегії базується в Берліні. Лише технічні, маркетингові та деякі складові належать до редакції в Гамбурзі. 
Протягом часу свого існування, інтернет-ресурс вже кілька разів змінював свою форму.

## Преміум область
На додаток до онлайн-редакції, «Die Zeit» також пропонують спортивні додатки онлайн, що надаються в спеціальній області преміум. Щоб отримати доступ до цієї послуги, ви маєте підписатися на цей додаток. Абоненти мають змогу отримати знижки на відвідування сайту.
В області преміумі існують такі послуги:
- в цифровій формі перехід з оригіналу в формат PDF;
- в текстових версіях тільки для електронних читачів адаптовані EPUB і MobiPocket файлів з 2011 року, які доповнюються  обраними зображеннями з кінця 2012 року;
- веб-програма для планшетів з середини серпня 2012 Design.

Крім того, окремі статті з друкованого видання «Die Zeit» були запропоновані як аудіо файли у форматі MP3 для скачування. «Die Zeit» також пропонує так званий сервіс Audiofon для зв’язку зі стаціонарним телефоном. 
Всі формати файлів використовуються з середини 2010 року.

## ze.tt
27 липня 2015 року видавнича група «Die Zeit» відкрила новий онлайн-сервіс «Ze.tt» для юних читачів, у якому в основному використовує платформи соціальних медіа. Це самостійна група під керівництвом Себастіана Горна, яка супроводжується куратором і має свій власний зміст.